# Лејк Парк (Ајова)
Лејк Парк (енгл. Lake Park) град је у америчкој савезној држави Ајова. По попису становништва из 2010. у њему је живело 1.105 становника.

## Демографија
Према попису становништва из 2010. у граду је живело 1.105 становника, што је 82 (8,0%) становника више него 2000. године.
| Група             | 2000.         | 2010.         |
| Белци             | 1.012 (98,9%) | 1.083 (98,0%) |
| Афроамериканци    | 0 (0,0%)      | 0 (0,0%)      |
| Азијати           | 1 (0,1%)      | 0 (0,0%)      |
| Хиспаноамериканци | 4 (0,4%)      | 11 (1,0%)     |
| Укупно            | 1.023         | 1.105         |